# Макен, Морис
Мори́с Маке́н (фр. Maurice Macaine; 22 ноября 1881, VI округ Парижа — неизвестно) — французский футболист, серебряный призёр летних Олимпийских игр 1900.
На Играх 1900 в Париже Макен входил в состав французской команды. Его сборная, проиграв Великобритании, но выиграв у Бельгии, заняла второе место и получила серебряные медали.